# Ruth Christ Sullivan
Ruth Christ Sullivan   (Mowata, 1924 - Huntington, 16 de setembre de 2021) va ser una organitzadora i defensora de l'educació per a persones amb autisme.

## Biografia
El 1965, la doctora Ruth Sullivan va ser una de les fundadores de l'Autism Society of America (Societat Autista d'Amèrica, anteriorment anomenada Societat Nacional d'Autisme Infantil), i va ser la seva primera presidenta electe; també es troba en el consell honorari permanent de la societat.
Ruth Sullivan va ser fundadora i exdirectora executiva del Centre de Serveis d'Autisme, una organització sense ànim de lucre sobre salut mental que va fundar a Huntington (Virgína Occidental) l'any 1979. Actualment ofereix serveis en quatre comtats a famílies que tenen un familiar amb discapacitats del desenvolupament. Es va retirar del Centre de Serveis d'Autisme l'1 de novembre de 2007 a l'edat de 83 anys.
Sullivan va col·laborar en la producció de la pel·lícula Rain Man de 1988, i va treballar com a consultora sobre el comportament autista. Dustin Hoffman va treballar amb Sullivan i el seu fill Joseph, que té autisme, quan interpretava el seu paper. Hoffman va agrair a ella i a Joseph en el seu discurs durant l'entrega del Premi Oscar. Sullivan té l'últim crèdit a la pel·lícula i la versió ampliada en DVD inclou una entrevista amb Joe. (Joe Sullivan no va ser l'única inspiració per al paper d'Hoffman, el paper va ser escrit originalment després que l'escriptor Barry Morrow es trobés amb l'autista savant Kim Peek. Altres fonts del personatge de Raymond són Bill Sackter i Mark Rimland, fill de Bernard Rimland).
Ruth Sullivan va ser un dels grups de pressió de la Llei Pública 94-142 (la Llei sobre Educació de tots els infants amb discapacitat, ara coneguda com la Llei d'educació per a persones amb discapacitat o IDEA), que garantia una educació pública per a tots els nens dels Estats Units d'Amèrica. Abans del pas de la llei, els districtes escolars individuals en la majoria dels estats podien triar si estaven disposats a educar un nen amb discapacitat.
També va ajudar a fundar el West Virginia Autism Training Center a la Universitat Marshall, a Huntington (Virgína Occidental), on el seu marit era un professor universitari.
Ha realitzat presentacions a països com Austràlia, Sud-àfrica, Kuwait, Argentina, Països Baixos i França. Ha escrit articles sobre l'autisme des del punt de vista dels pares i dels proveïdors d'atenció, més recentment en el Handbook of Autism and Pervasive Developmental Disorders (Manual d'autisme i desordres prevalents del desenvolupament, 2005), editat per Fred Volkmar; va escriure el pròleg a The Way I See It: A Personal Look at Autism and Asperger's (Com jo ho veig: Una mirada personal a l'autisme i l'Asperger,2008) de Temple Grandin, un adult amb autisme; ella va ser la persona que va demanar al Temple Grandin que parlés en públic sobre el seu autisme. És una de les fundadores de NARPAA (National Association of Residential Providers for Adults with Autism; Associació Nacional de Proveïdors Residencials d'Adults amb Autisme).
La doctora Ruth Sullivan té set fills. Ella té el títol de Coronel de Kentucky.